# Chrysaster hagicola
Chrysaster hagicola là một loài bướm đêm thuộc họ Gracillariidae. Nó được tìm thấy ở Nhật Bản (Hokkaidō, Honshū, Shikoku, Kyūshū), Hàn Quốc và vùng Viễn Đông Nga.
Sải cánh dài 4.5–5 mm.
Ấu trùng ăn Lespedeza bicolor và Lespedeza cyrtobotrya. Chúng ăn lá nơi chúng làm tổ. 